# Anthophora libyphaenica
Anthophora libyphaenica är en biart som beskrevs av Giovanni Gribodo 1893.
Anthophora libyphaenica ingår i släktet pälsbin och familjen långtungebin. Inga underarter finns listade i Catalogue of Life.